# Pharmacology, Biochemistry and Behavior
Pharmacology, Biochemistry and Behavior ist eine wissenschaftliche Fachzeitschrift, die vom Elsevier-Verlag veröffentlicht wird. Die Zeitschrift erscheint mit zwölf Ausgaben im Jahr. Es werden Arbeiten veröffentlicht, die sich mit pharmakologischen und biochemischen Einflüssen auf das Verhalten beschäftigen.
Der Impact Factor lag im Jahr 2014 bei 2,781. Nach der Statistik des ISI Web of Knowledge wird das Journal mit diesem Impact Factor in der Kategorie Pharmakologie und Pharmazie an 97. Stelle von 254 Zeitschriften, in der Kategorie Neurowissenschaften an 127. Stelle von 252 Zeitschriften und in der Kategorie Verhaltenswissenschaften an 20. Stelle von 51 Zeitschriften geführt.